# Martin Rančík
Martin Rančík (Nitra, Eslovaquia, 5 de junio de 1978) es un exjugador y entrenador eslovaco de baloncesto. Con 2.04 metros de estatura, jugaba en el puesto de ala-pívot. Actualmente ejerce como entrenador asistente de los Windy City Bulls de la NBA G League.

## Carrera
Rančík se formó en el Saint Louis Park High School de St. Louis Park, Minnesota (Estados Unidos). Pasó a jugar en la NCAA en los Iowa State Cyclones de la Universidad Estatal de Iowa. Tras graduarse participó en el prestigioso Portsmouth Invitational Tournament (PIT) y diversos campus pre-draft pero no consigue entrar en el draft de la NBA, aunque siguió probando con equipos de la liga americana, jugando la liga de Verano de Salt Lake City con los Phoenix Suns.
Finalmente inicia su carrera profesional fichando por el Olimpia Milano de la LEGA de Italia donde juega dos temporadas. Sin equipo al comienzo de la 2003-04 alcanza un acuerdo con el Pall. Biella que finalmente no se concreta y en diciembre vuelve al Olimpia de Milán.
Tras pasar por la Fortitudo Pallacanestro Bologna y el Olympiacos B.C., llegó a la ACB en 2005 al fichar por el Lagun Aro Bilbao, con el que fue subcampeón de la Supercopa de España de Baloncesto 2007; en 2008 fichó por el MMT Estudiantes. En el verano de 2010 regresa a las filas del Bilbao Basket para hacer la pretemporada, y se le hace un contrato de 15 días para sufrir la baja del ala-pívot belga Axel Hervelle. Tras su buen rendimiento en Bilbao, el 18 de octubre firma un contrato temporal de un mes con el vigente campeón de liga, el Caja Laboral, para sustituir la baja de Marcus Haislip. Una vez terminado el contrato con el Caja Laboral, Rančík recibe múltiples ofertas pero finalmente firma por el Meridiano Alicante hasta final de temporada, donde coincide con su exentrenador en el Bilbao Basket Txus Vidorreta.
En 2012 vuelve a Eslovaquia, donde juega en el Inter de Bratislava, va un año a Chequia a jugar en el CEZ Nymburk y vuelve de nuevo al Inter de Bratislava.

## Selección nacional
Ha sido internacional con la Selección de baloncesto de Eslovaquia.

## Clubes
- Iowa State Cyclones (NCAA): 1997–2001
- Olimpia Milano (LEGA): 2001–04
- Fortitudo Pallacanestro Bologna (LEGA): 2004–05
- Olympiacos B.C. (HEBA): 2005–06
- Club Basket Bilbao Berri (Liga ACB): 2006–08
- MMT Estudiantes (ACB): 2008–09
- Club Basket Bilbao Berri (ACB): 2010
- Caja Laboral Baskonia (ACB): 2010
- Meridiano Alicante (ACB): 2010-2011
- B. K. Inter Bratislava (2012-2013)
- CEZ Nymburk (2013)
- B. K. Inter Bratislava (2014-2016)